# Allein unter Frauen
Allein unter Frauen ist eine deutsche Filmkomödie von Sönke Wortmann aus dem Jahr 1991 mit Thomas Heinze in der Hauptrolle.

## Handlung
Mit Tom Blattner, einem eingefleischten Macho, meint es das Schicksal nicht gut. Von der Chefin gefeuert, von der Freundin aus der gemeinsamen Wohnung geworfen, wird er zu allem Überfluss bei einem Flirtversuch von einer Frau mit einem Faustschlag niedergestreckt. Vorübergehendes Asyl findet er bei seinem schüchternen Kollegen Manfred. Als dieser eines Tages die attraktive Anette zum Essen eingeladen hat, lässt Tom seinen vermeintlichen Charme spielen. Obwohl seine Selbstinszenierung Anette sichtlich langweilt, bietet sie ihm an, in ihre Frauen-WG einzuziehen. Dort wird Tom statt ‚Hahn im Korb‘ Versuchskaninchen für ein Experiment: Kann man aus einem Macho einen emanzipierten Mann machen?
Obwohl das Experiment schnell zum Scheitern verurteilt scheint (u. a. lehnt Tom es anfangs strikt ab, obwohl arbeitslos, den Haushalt zu machen), wird ihm im Laufe der Zeit klar, dass er sein Verhalten ändern muss, um sein Leben voranzubringen. Nach und nach legt er die Machoallüren ab, nicht ohne dabei den einen oder anderen Rückfall zu erleiden. Am Ende beteiligt er sich am Anschlag einer Feministinnen-Gruppe auf ein Pornokino. Damit hat er das Experiment endgültig zu einem Erfolg gemacht.

## Hintergrund
Allein unter Frauen wurde in Baden-Baden, Frankfurt und Karlsruhe gedreht. Am 7. November 1991 startete der Film in den deutschen Kinos und wurde mit 1,5 Millionen Zuschauern einer der zehn erfolgreichsten Filme des Jahres.

## Kritiken
Die Kritiker des Lexikon des Internationalen Films urteilen: „Leichthändig konstruierte Komödie, die eine mitunter sehr naive Geschichte mit viel Sympathie für die Personen erzählt, ohne sich mit tieferer Absicht oder ‚Ideologien‘ zu belasten; ein folgenloses Lustspiel, das bezeichnenderweise in der traditionellen Zweierbeziehung endet.“ – Lexikon des Internationalen Films (CD-ROM-Ausgabe), Systhema, München 1997.
Bei Kino.de urteilt man über diese „ungewöhnlich charmante[n] Komödie: […] Liebevoll zeichnet der Regisseur seine sympathisch echt wirkenden Charaktere und macht sie gerade durch ihre Schwächen so menschlich. Mit flotten Dialogen läßt er sie die wie aus dem Leben gegriffenen kleinen Geschlechterschlachten kämpfen, die den fortwährenden Krieg zwischen Mann und Frau allerhöchstens privat entscheiden werden. Ein amüsantes Kabinettstückchen, das sich auch in den Videotheken glänzend schlagen wird.“
Etwas verhalten fällt die Kritik bei Poenack.de aus. Dort heißt es: „‚Allein unter Frauen‘ leidet wie so viele deutsche Filme vor allem darunter, dass zu viel geredet und zu wenig „gezeigt“ wird. Dennoch: Er ärgert nicht, weil einige Personen hübsch gezeichnet sind und ab und an sogar für ulkige Situationskomik gesorgt wird.“

## Auszeichnungen
Auf dem Filmfest München 1991 wurde Sönke Wortmann für diese Komödie mit dem Regieförderpreis der HypoVereinsbank ausgezeichnet.